# Дэт-рок
Дэт-рок (англ. Deathrock) — поджанр панк-рока и готик-рока, включающий элементы хоррора. Дэт-рок появился на западном побережье США в конце 1970-х годов. Родоначальником дэт-рока считается Розз Уильямс с группой Christian Death.
Несмотря на схожесть в названии, дэт-рок (который является поджанром пост-панка и готик-рока) никаким образом не связан с дэт-металом (содержащим изредка похожие тексты песен), так как последний является экстремальным поджанром метала, а не панк-музыки.

## Характеристика
Дэт-рок делает особое ударение на атмосфере, вызывающей страх и на интроспективном настроении в рамках панк или пост-панк музыкальной структуры. В песнях дэт-рока используются простые аккорды, гулкие гитары, характерные басы, повторяющаяся барабанная дробь. Для создания подобной атмосферы используют «скрипучие» (scratchy) гитары, клавишные, также экспериментируют с другими инструментами. Лирика может быть различной, но чаще всего она интроспективна, сюрреалистична и отражает такие мрачные темы, как изоляция, разочарование, утрата, жизнь, смерть и т. д.
Однако, зачастую простая структура песен, угнетающая атмосфера и ритмичная музыка требуют очень хорошего исполнения от вокалиста, умения передать множество сложных эмоций, именно поэтому исполнители дэт-рока обладают особенно сильными голосами.